# Hôtel de Ville (Lyon)
Das Rathaus (Hôtel de ville) von Lyon zählt zu den beeindruckendsten historischen Bauwerken der Stadt und liegt zwischen dem Place des Terreaux und dem Place de la comédie gegenüber der Oper. Sie gehört seit dem 12. Juli 1886 zu den Monuments historiques.
Heute tagt der Stadtrat hier 10-mal im Jahr.

## Geschichte

### Bau des Rathauses
Im 17. Jahrhundert wurde die Presqu’île zum Stadtzentrum und der Platz Terreaux lag nun im Herzen der Stadt: Der Platz wurde gepflastert und durch den Bau des Rathauses aufgewertet (zwischen 1645 und 1672 von Simon Maupin und Gérard Desargues).
Vor dem Bau des Rathauses diente der Gemeinde das Hôtel de la Couronne (heute Musée de l’Imprimerie) in der rue de la Poulaillerie. Dieses Gemeindehaus wurde von der Politik und der Verwaltung einer Stadt wie Lyon nicht angenommen. Am 6. Februar 1646 wurde das Hôtel de la Couronne für 52 000 Livres versteigert; das Geld diente der Finanzierung des heutigen Rathauses.
Am 8. März 1646 wurde Simon Maupin vom Rat der Stadt mit der Ausarbeitung der Pläne beauftragt. Er wurde vom Architekten des Königs und vor allem von Girard Desargues gestaltet. Es ist heute schwierig festzustellen, welcher Bauabschnitt welchem der drei Männer zuzuordnen ist; jedenfalls scheint Maupin die wichtigste Rolle gespielt zu haben.

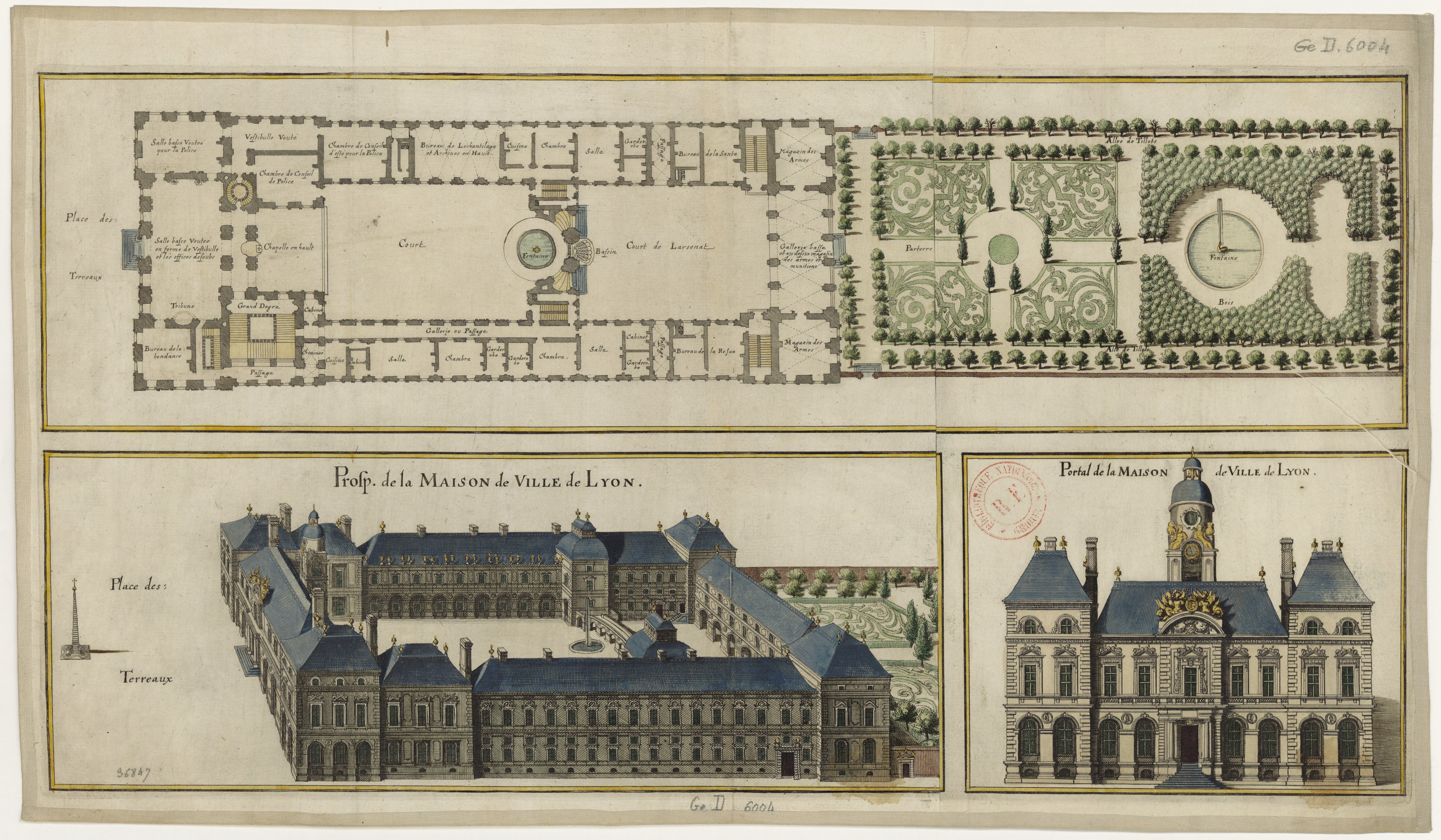
Plan des Rathauses (Der Plan ist nicht von Maupin)

Am 8. Mai 1646 gibt der König mit Brief und Siegel den Bau frei. Am 5. Sept. des Jahres beginnen die Arbeiten offiziell, ehrenhalber am Geburtstag Ludwig XIV. Am 10. Dezember scheidet Simon Maupin als Baudezernent (fr: voyer de la ville) aus; sein Sohn Ennemond folgt ihm nach. Dieser scheidet aber schon am 3. Januar auch wieder aus. Es entstehen mehrere Ausführungsprobleme, die aber wohl der mangelnden Finanzierung geschuldet sind. Nach 26 Jahren Bauzeit werden die Arbeiten 1672 abgeschlossen.

### Nach der Fertigstellung
Am 13. September 1674 wurde das Rathaus Opfer eines Brandes. Das Feuer zerstörte den großen Saal und beschädigte den Glockenturm, den Dachboden und das Dach. Die Ehrentreppe, das Archiv und der Saal Heinrich IV. wurden ebenfalls beschädigt. Die Stadt bat Thomas Blanchet, das Rathaus zu restaurieren, doch der hatte nicht die nötigen Mittel dazu.
Schließlich fasste man am 3. Oktober 1699 den Beschluss, das Rathaus zu restaurieren. Die Arbeiten begannen 1701 und endeten 1703. Die Arbeiten wurden nach den Plänen von Jules Hardouin-Mansart und seinem Schüler Robert de Cotte vorgenommen. Die Maßnahmen dienten dazu, die beschädigten Gebäude herzustellen und zu modernisieren.
1792 wurde, als Folge der Revolution, das Halbrelief in der Mitte der Fassade, das Ludwig XIV. als Reiter darstellte, abgenommen und zur Zeit der Restauration durch eine Statue des guten Königs Heinrichs in derselben Postur und an derselben Stell ersetzt. Die Statue ist das Werk des Bildhauers Jean-François Legendre-Héral aus dem Jahr 1829.
Am 14. Juli 1803 wurde das Rathaus ein zweites Mal durch ein Feuer zerstört. Es wurde erst im Zweiten Kaiserreich zusammen mit anderen Arbeiten unter dem damaligen Stadtarchitekten Louis Cécile Flacheron renoviert.

## Besonders sehenswert

### Erdgeschoss
- Der untere Hof nach der Eingangsgalerie. Daran schließt der obere Hof (Ehrenhof), durch eine Arkade getrennt, an.
- Die Ehrentreppe im südwestlichen Teil des oberen Hofs mit der Dekoration von Thomas Blanchet (zwischen 1658 und 4667). Besonders bemerkenswert die Teppischwand, die den großen Brand von Lugdunum während der Herrschaft des Kaisers Nero darstellt. Historische Wandmalereien.
- Die Übergänge (Verbindungen zwischen den Gebäuden)

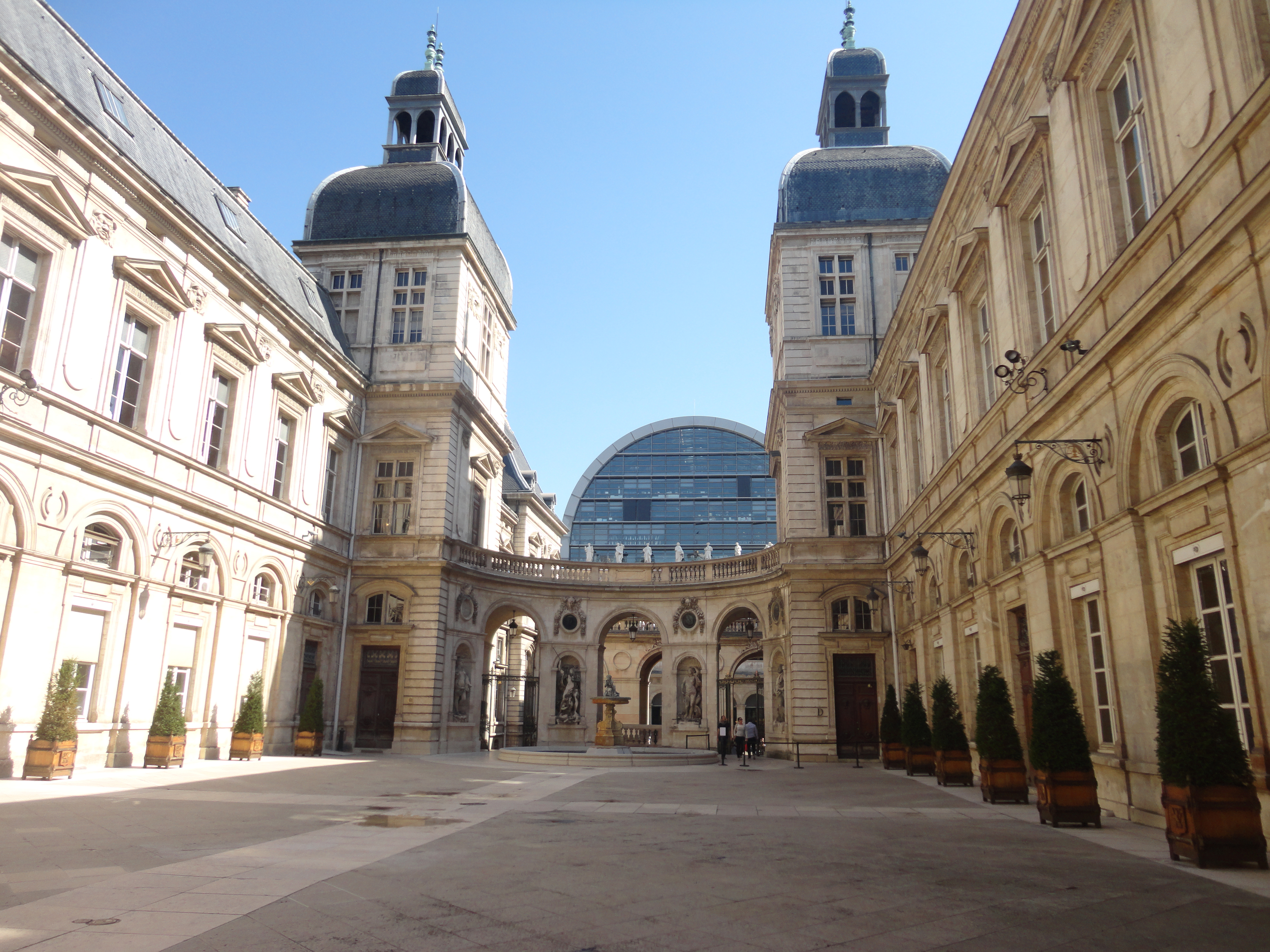
Oberer Hof
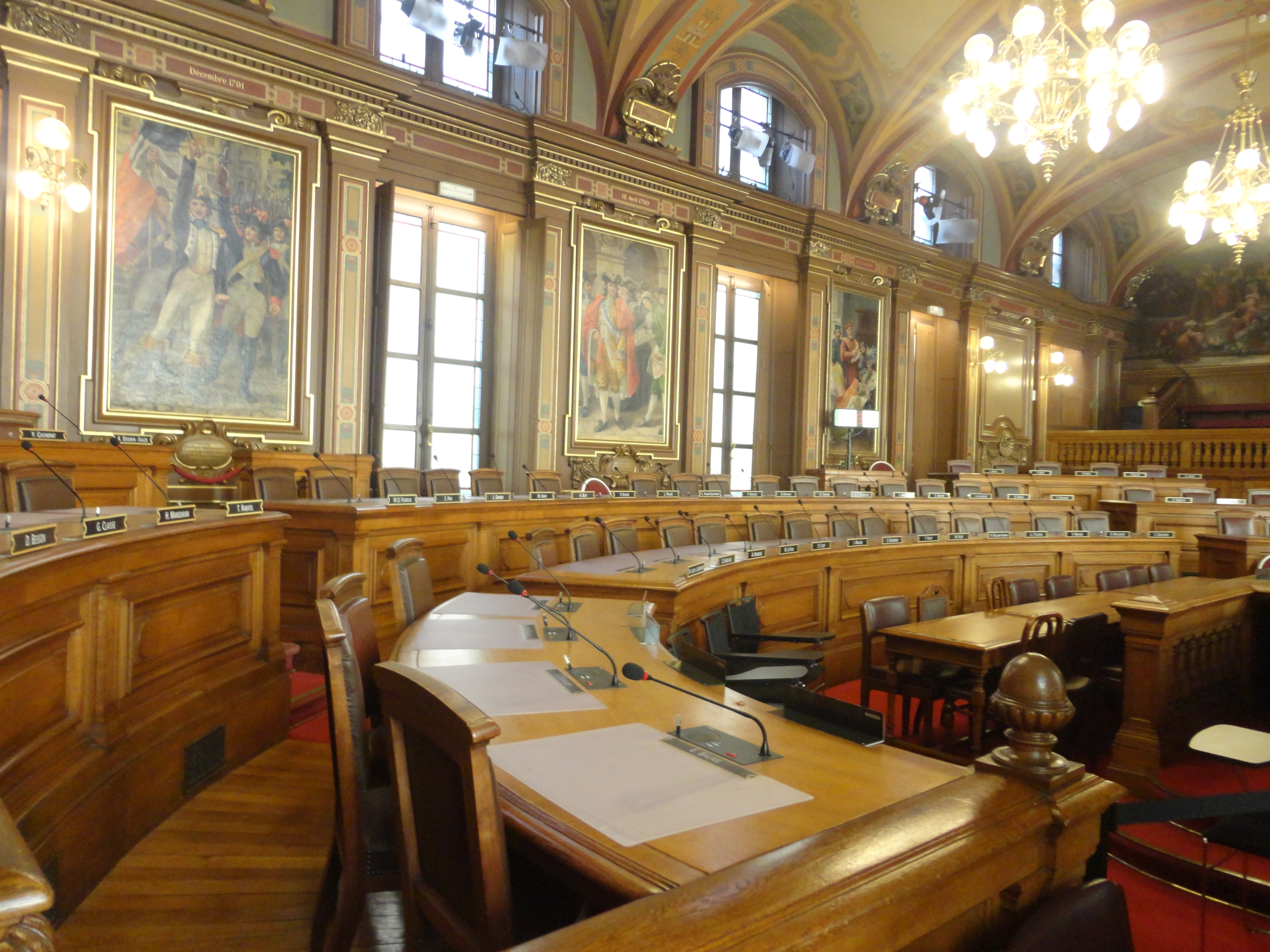
Ratsaal

### 1. Etage
- Büro des Bürgermeisters: Es befindet sich im Nordflügel der Ostfassade des Rathauses gegenüber der Oper. Das Zimmer ist geschmückt mit Seidenarbeiten aus Lyon, Täfelung, Holzarbeiten und Kaiserwappen, zwei große Deckengemälde von Louis Janmot und ein Kamin („Allégorie du Suffrage universel“ von Paul Doumer).
- Saal des ehemaligen Archivs: Der einzige Gewölbesaal des ersten Etage mit holländischen Kronleuchtern aus Kupfer und Malereien aus dem zweiten Kaiserreich.
- Salon de la Conservation (Aufsichtsamt): Deckengemälde von Thomas Blanchet (1668/1669)
- Wappensaal: Hier waren früher die Porträts der stellv. Bürgermeister angebracht, die aber durch den Brand zerstört und nun durch deren Wappen ersetzt wurden (18. Jh.).
- Konsulatszimmer: bemerkenswerter Kamin
- Zimmer Henri IV: Dekoration von 1670 bis 1675. Deckengemälde zur Glorifizierung des Sonnenkönigs.
- Ratszimmer: Es ist einer der schönsten Säle des Rathauses, zu erreichen über die Ehrentreppe. Er hat eine Fläche von 325 m² und war beim Brand von 1674 zerstört worden. Er wurde 1717 von J. Hardouin-Mansart renoviert mit Holzarbeiten und bemalten Stoffen, obwohl der Architekt ursprünglich Marmor und Steine verwenden wollte. Bemerkenswert ist auch ein Relief aus Bronze, das die Gründung von Lyon durch Lucius Munatius Plancus zeigt. Er wird auch Salon Justin Godart genannt (ehemaliger Bürgermeister «zwischen den Nationen» nach dem Zweiten Weltkrieg).
- Die roten Zimmer: Man findet hier Medaillons aus den verschiedenen Etappen der Seidenproduktion. Auf einem Kamin befindet sich die Kopie einer Statue von Marie Leczinzska als Juno von Guillaume Coustou aus dem Louvre

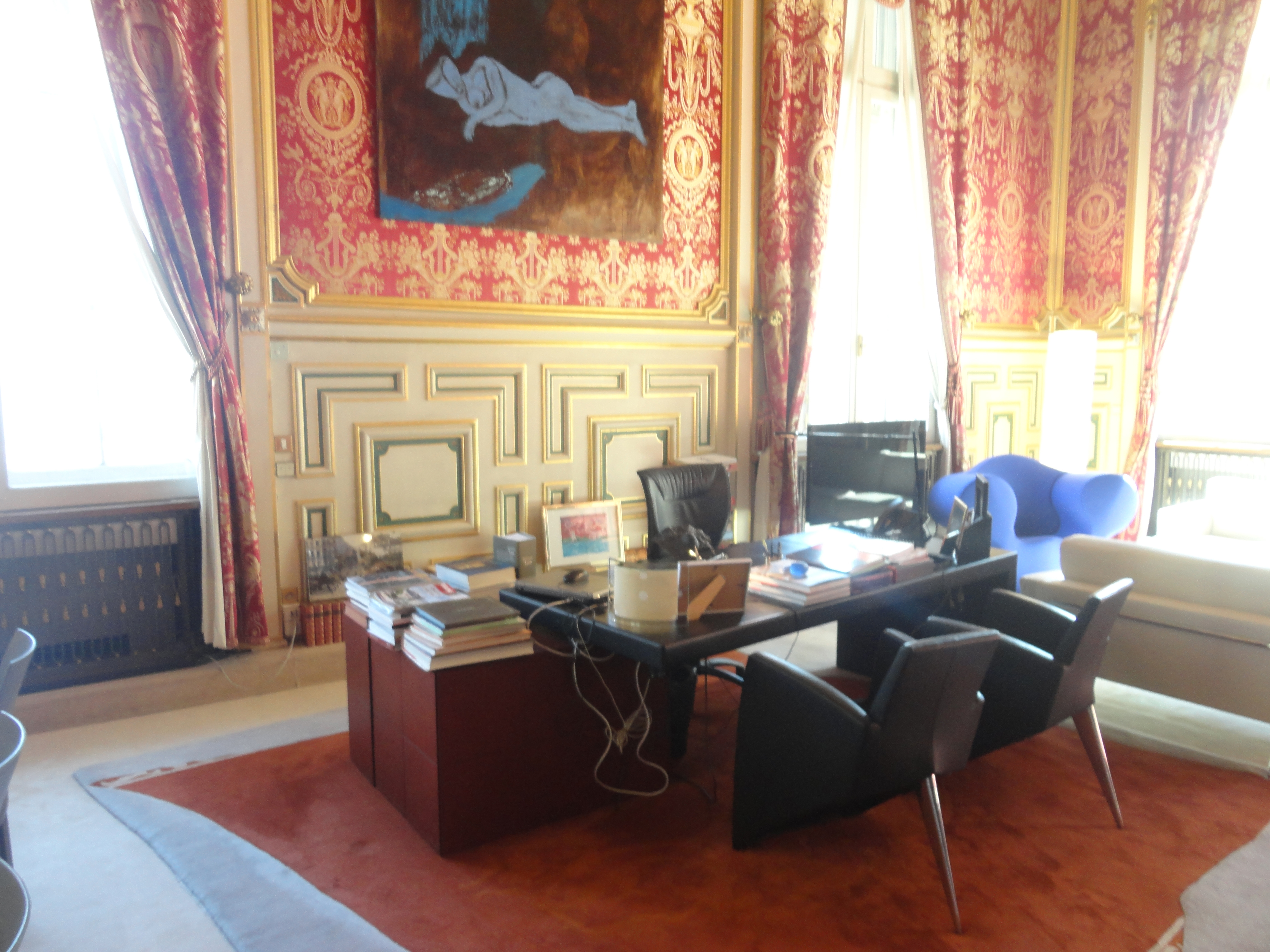
Zimmer des Bürgermeisters
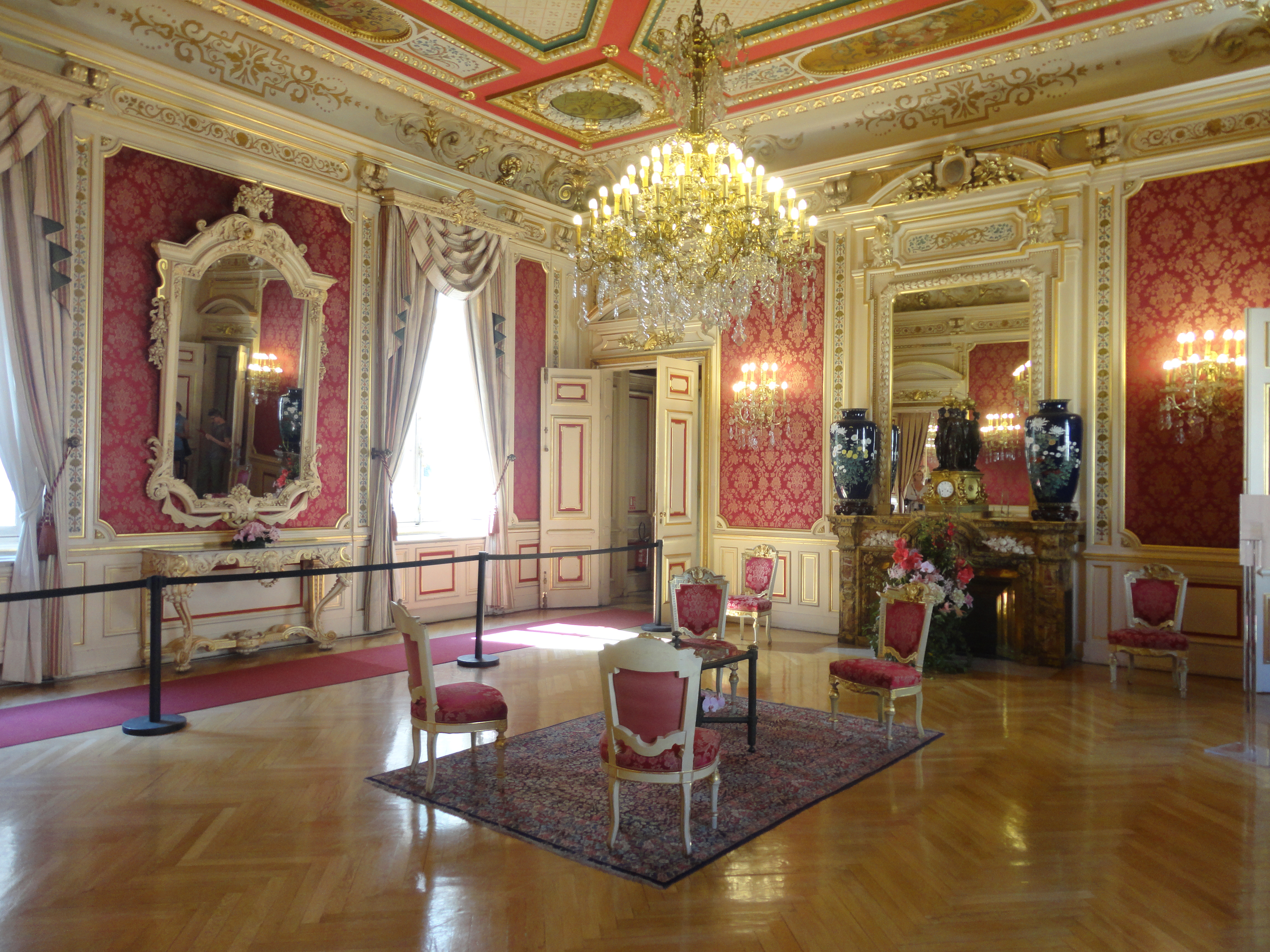
Roter Salon
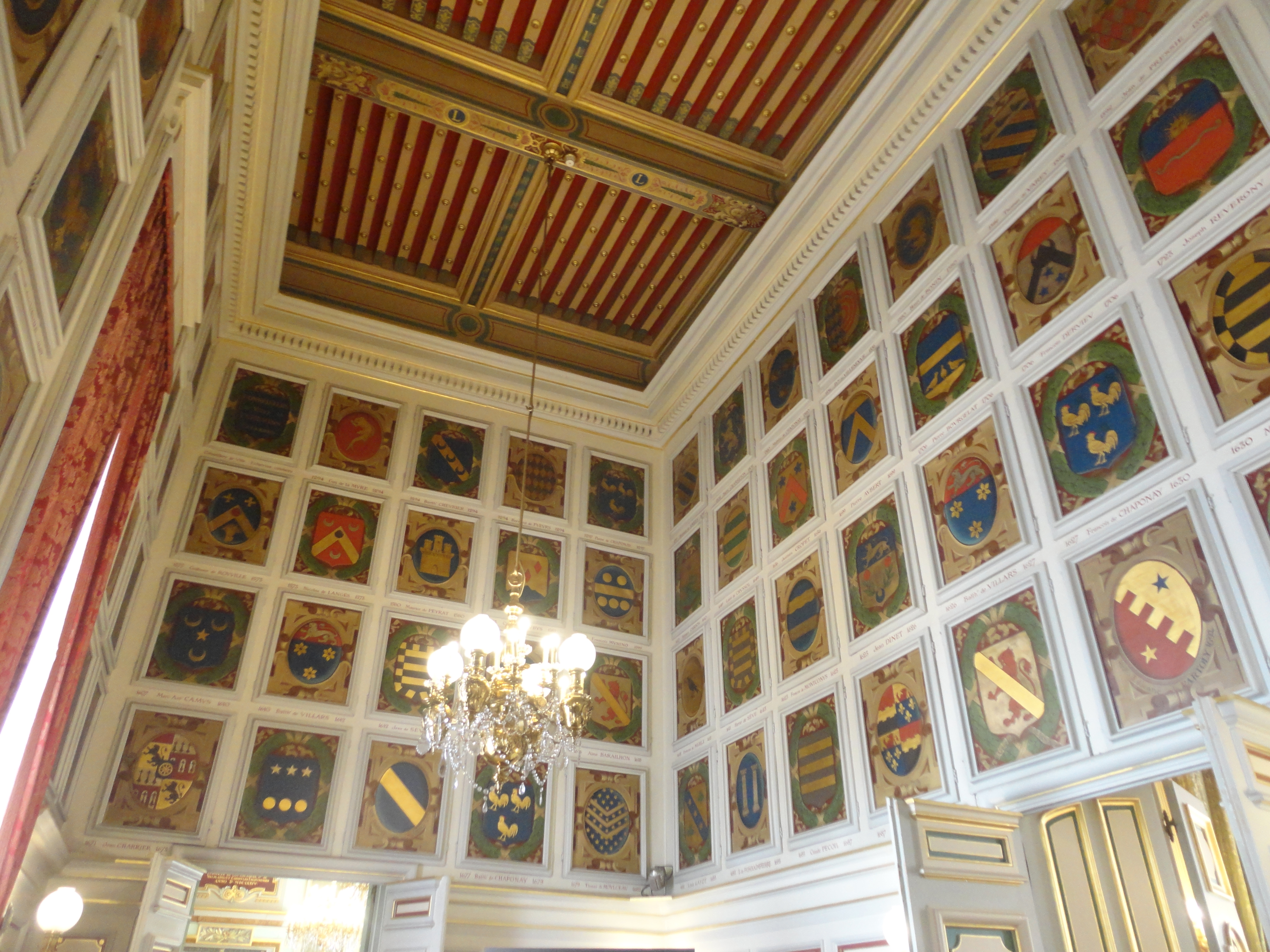
Wappensaal
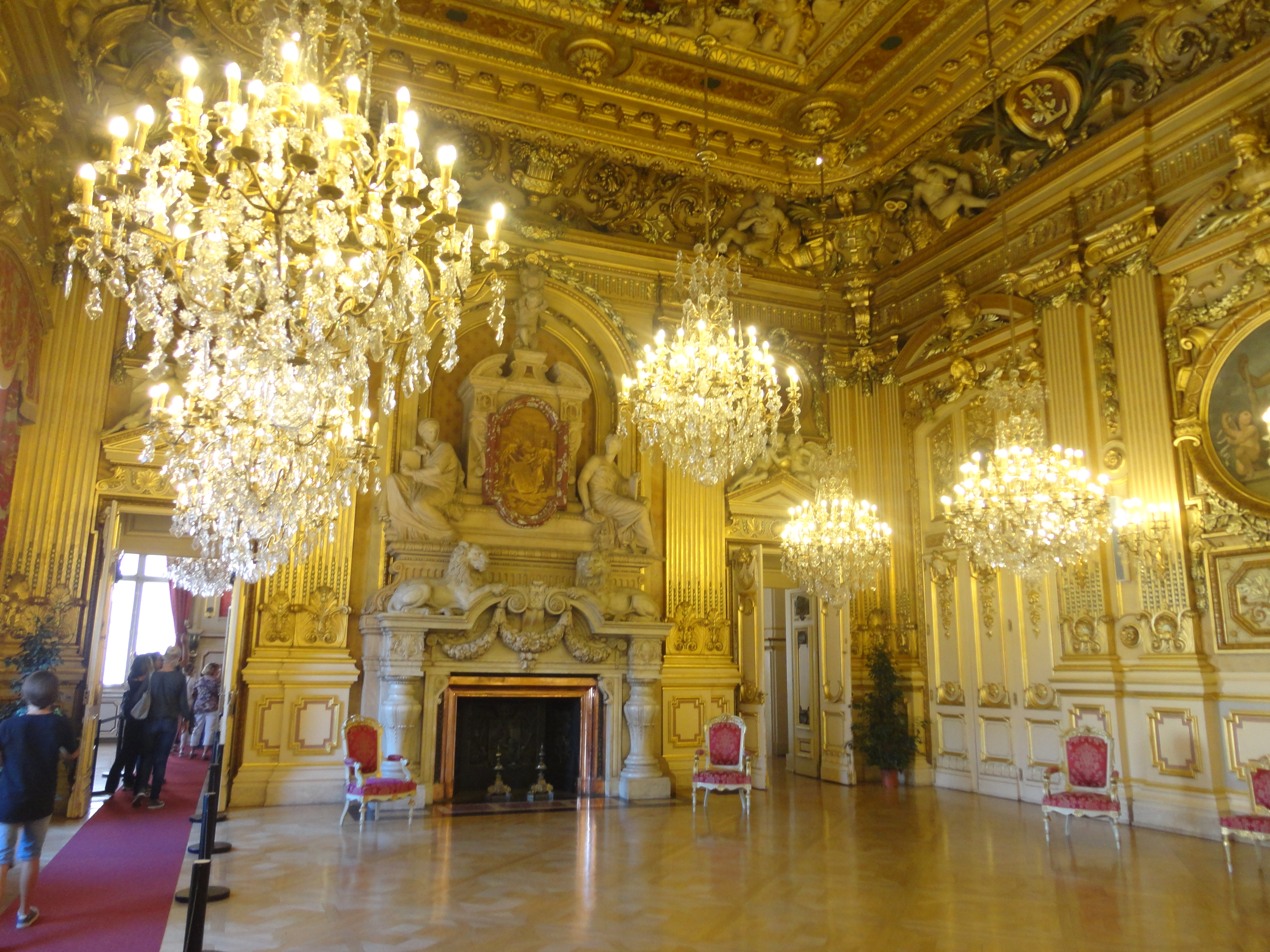
Salon Justin Godart.

### 2. Etage
- Sicht auf den Turm
- Zugang zum Glockenturm des Rathauses, der mit 65 Glocken eines der größten Glockenspiele Europas besitzen soll.

### Ansichten

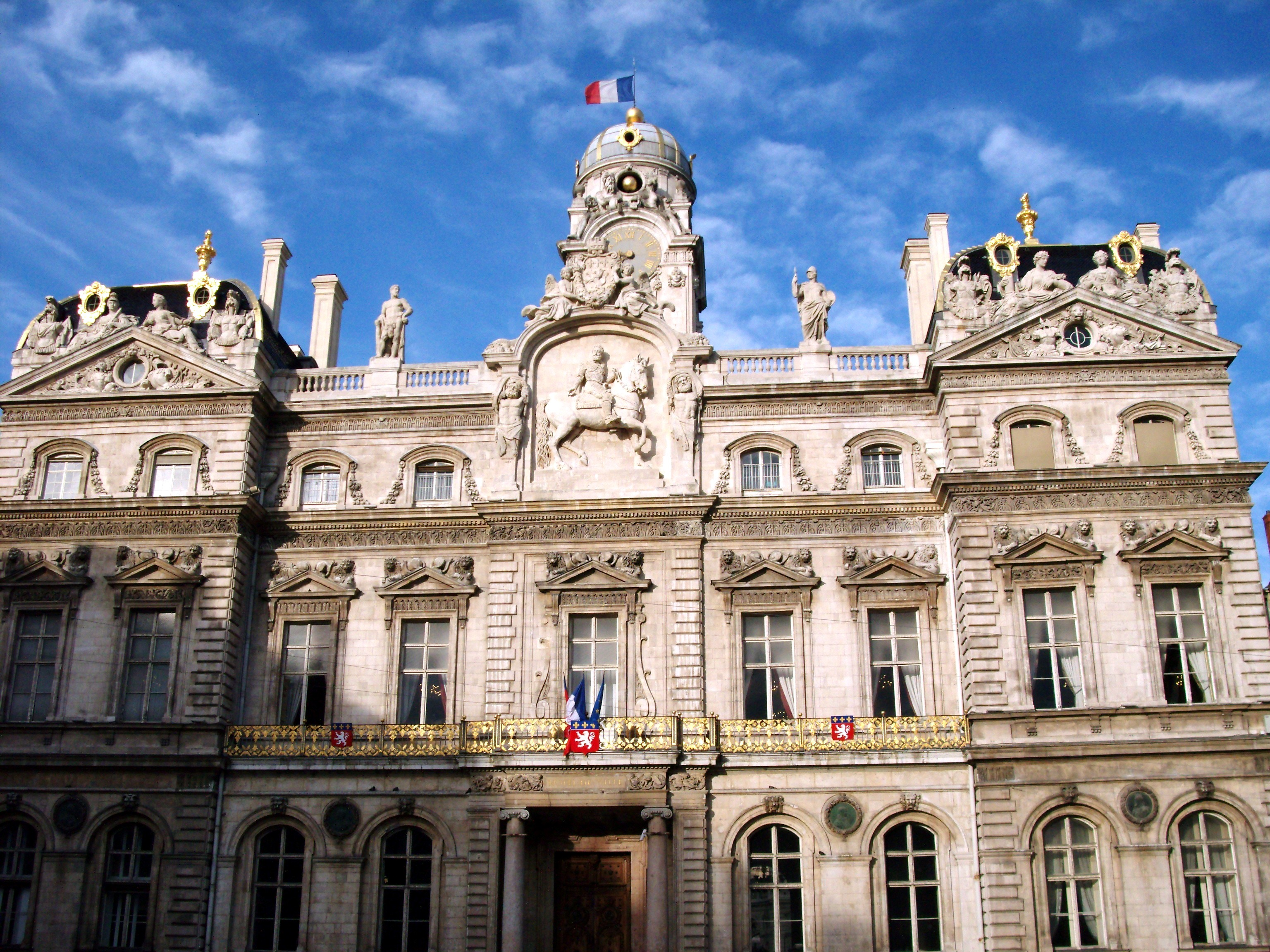
Licht und Schatten auf der Westfassade
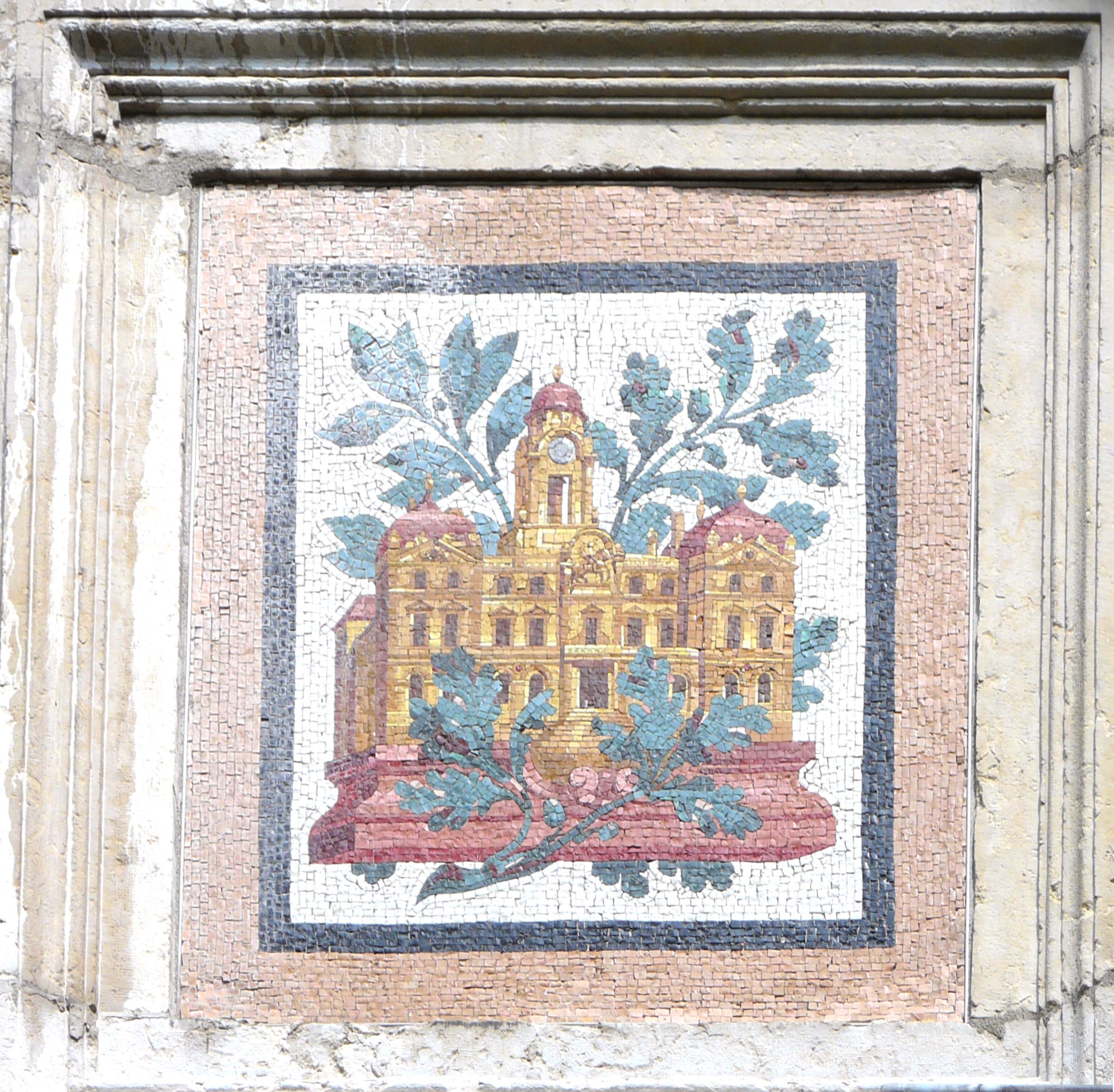
Im Hof des Musée des Beaux-Arts (Lyon), Mosaik des Rathauses
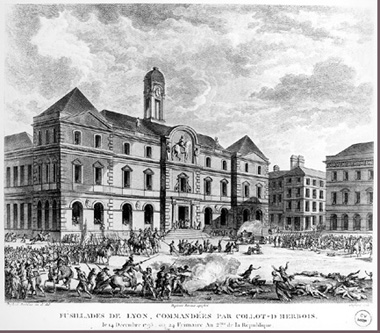
Das Rathaus während der Belagerung 1793.
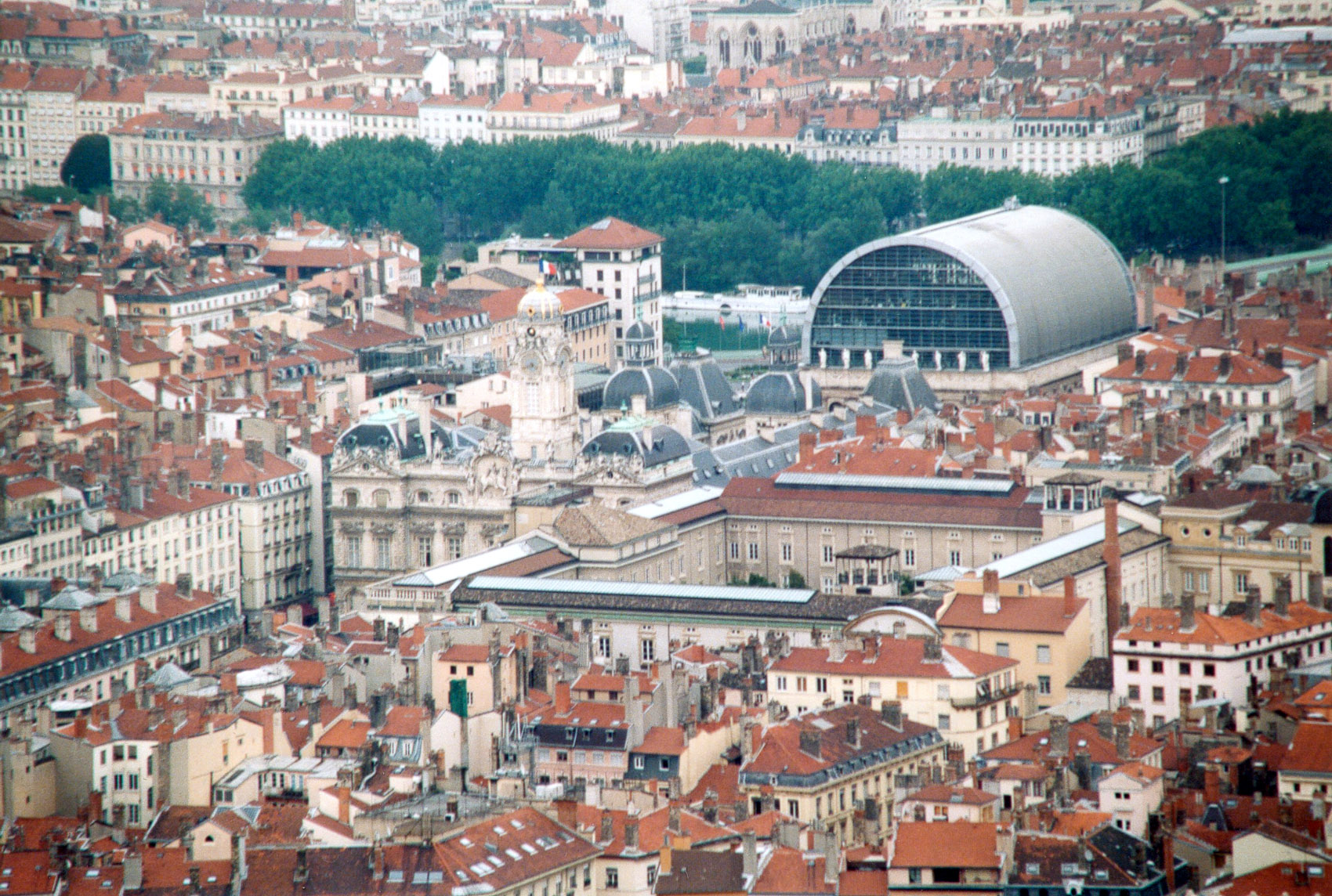
Sicht auf das Rathaus vom Fourvière.
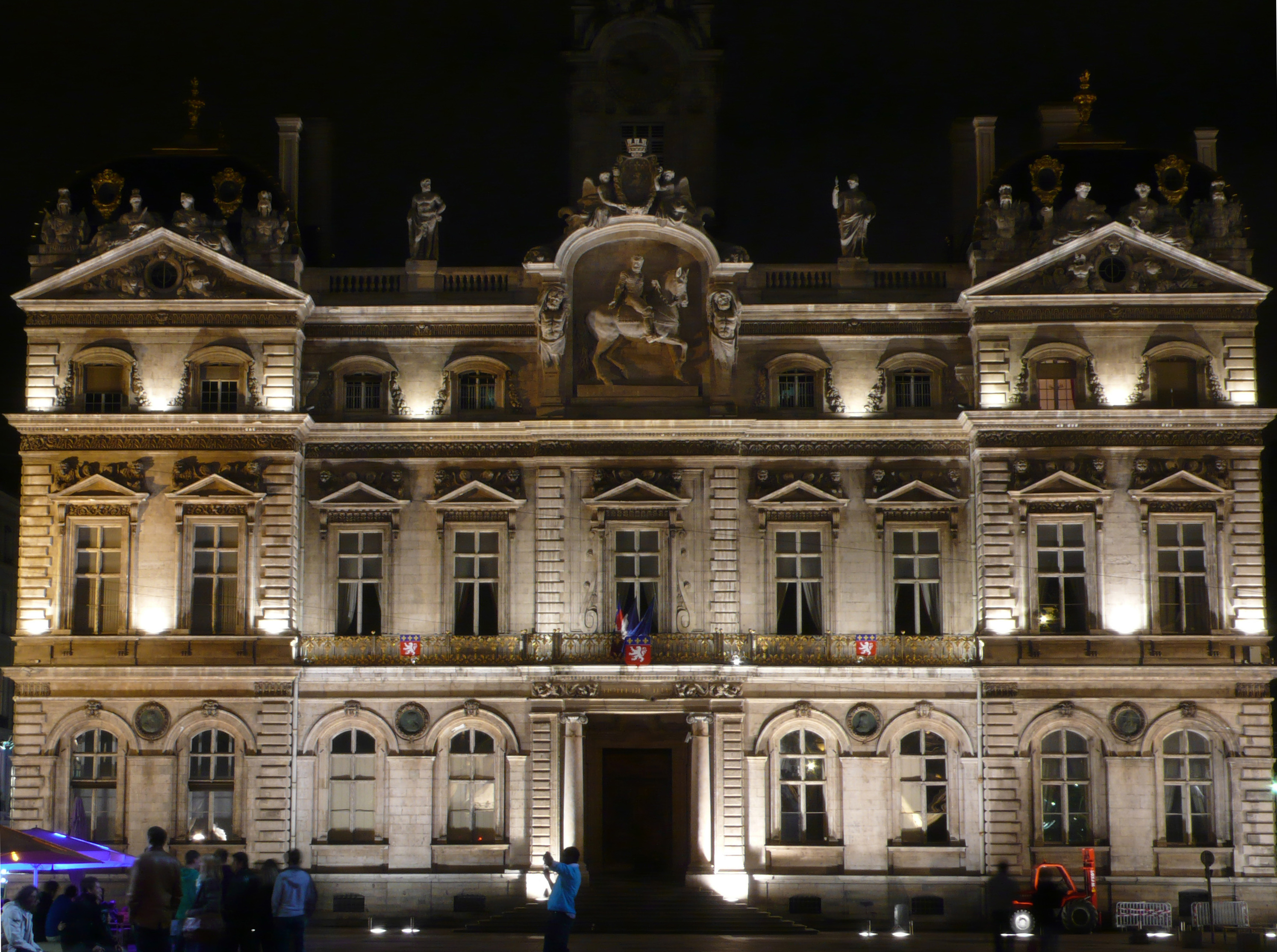
«Lichtspiele auf den Fassaden», Terreaux
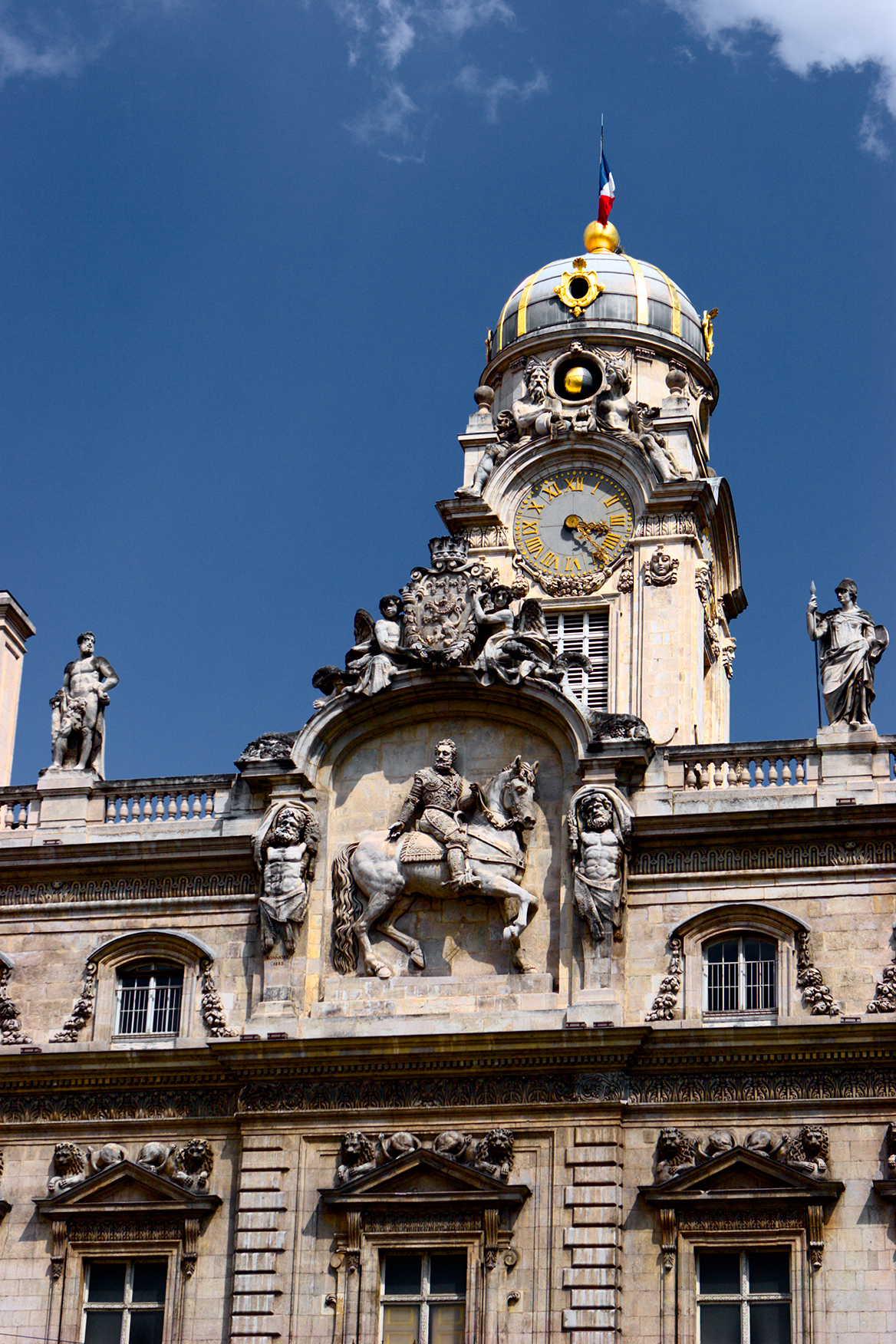
Rathaus, Eingang und Glockenturm
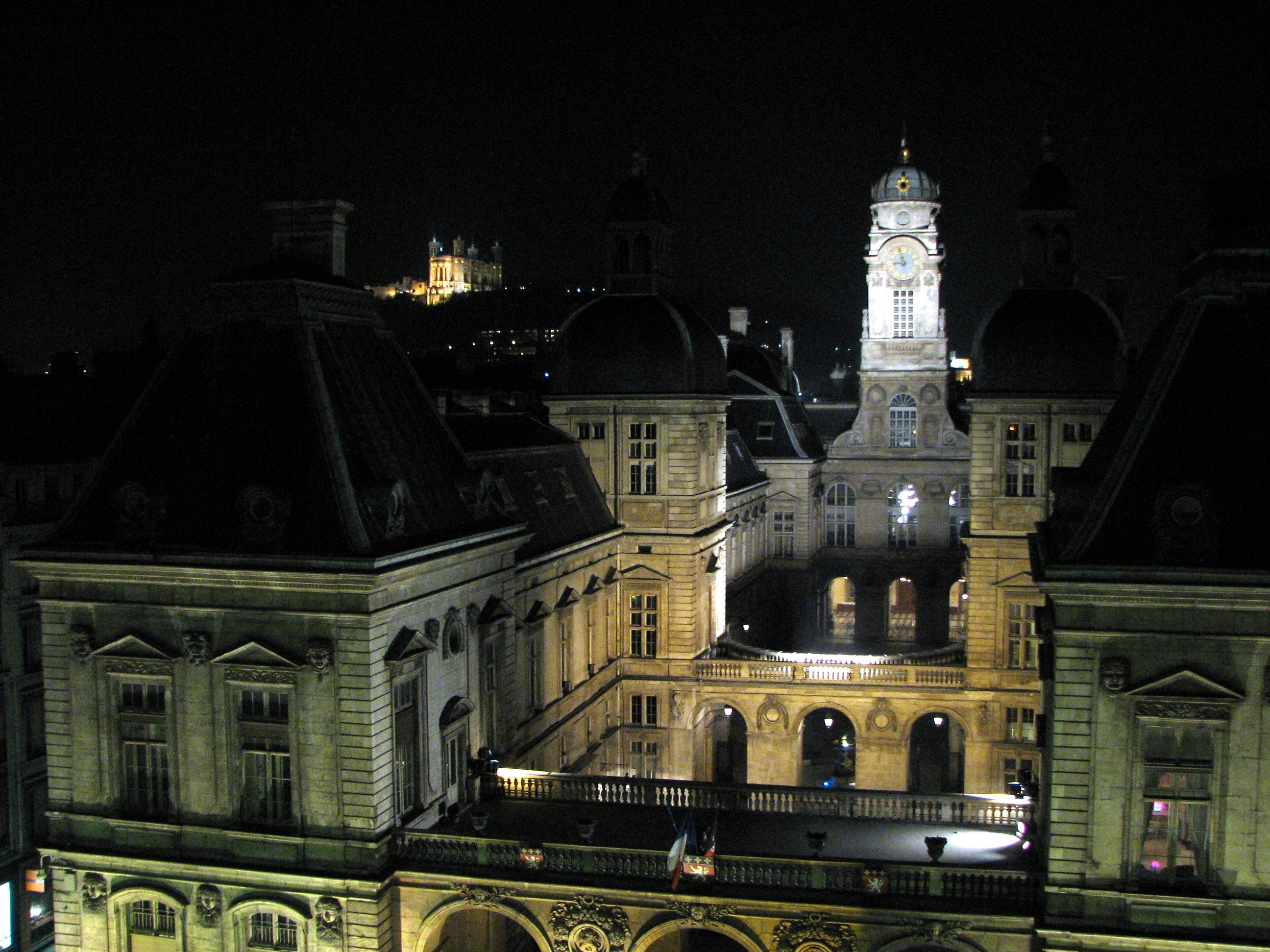
Der Ehrenhof von der Opéra aus
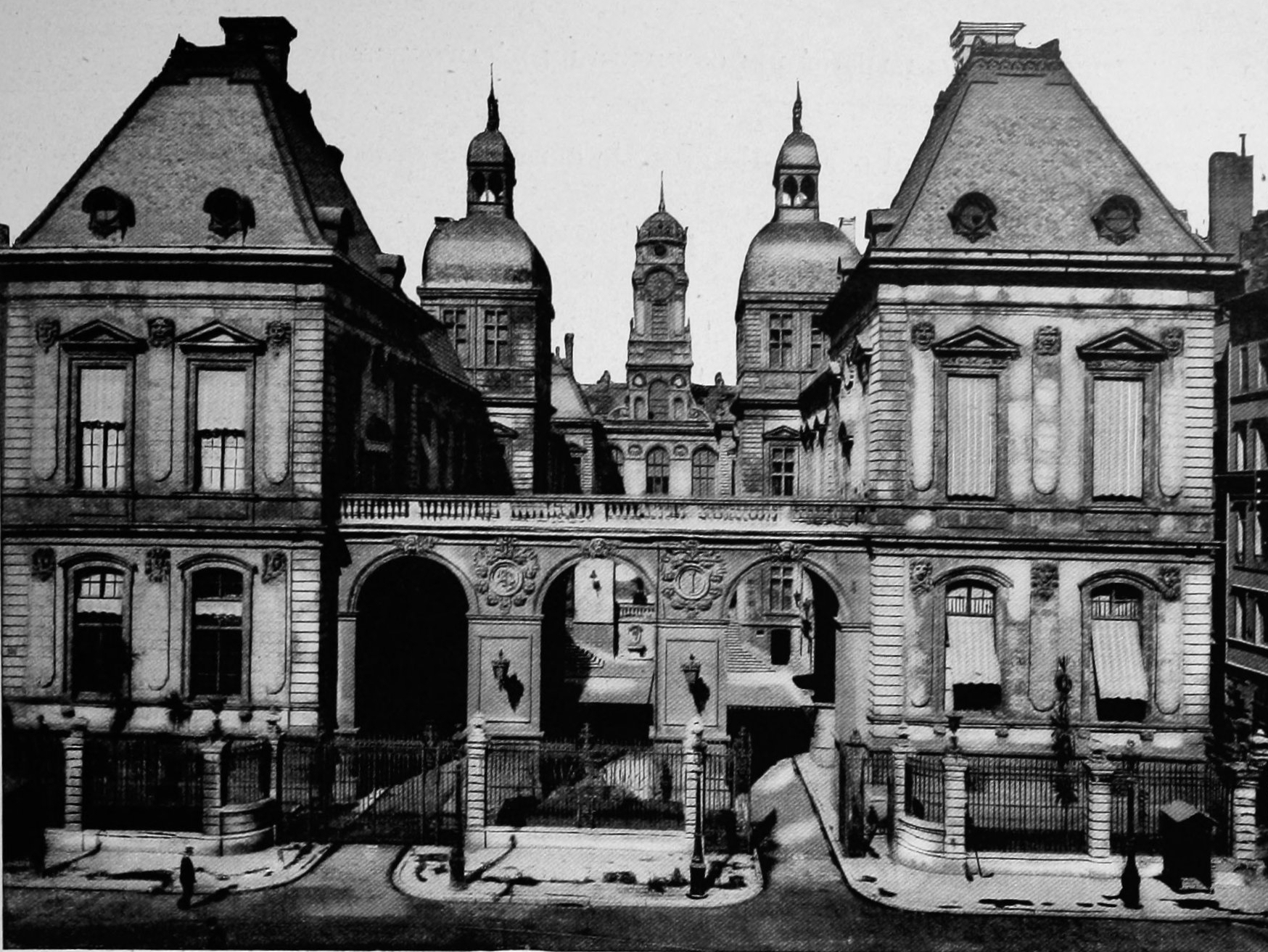
Ostfassade um 1908.
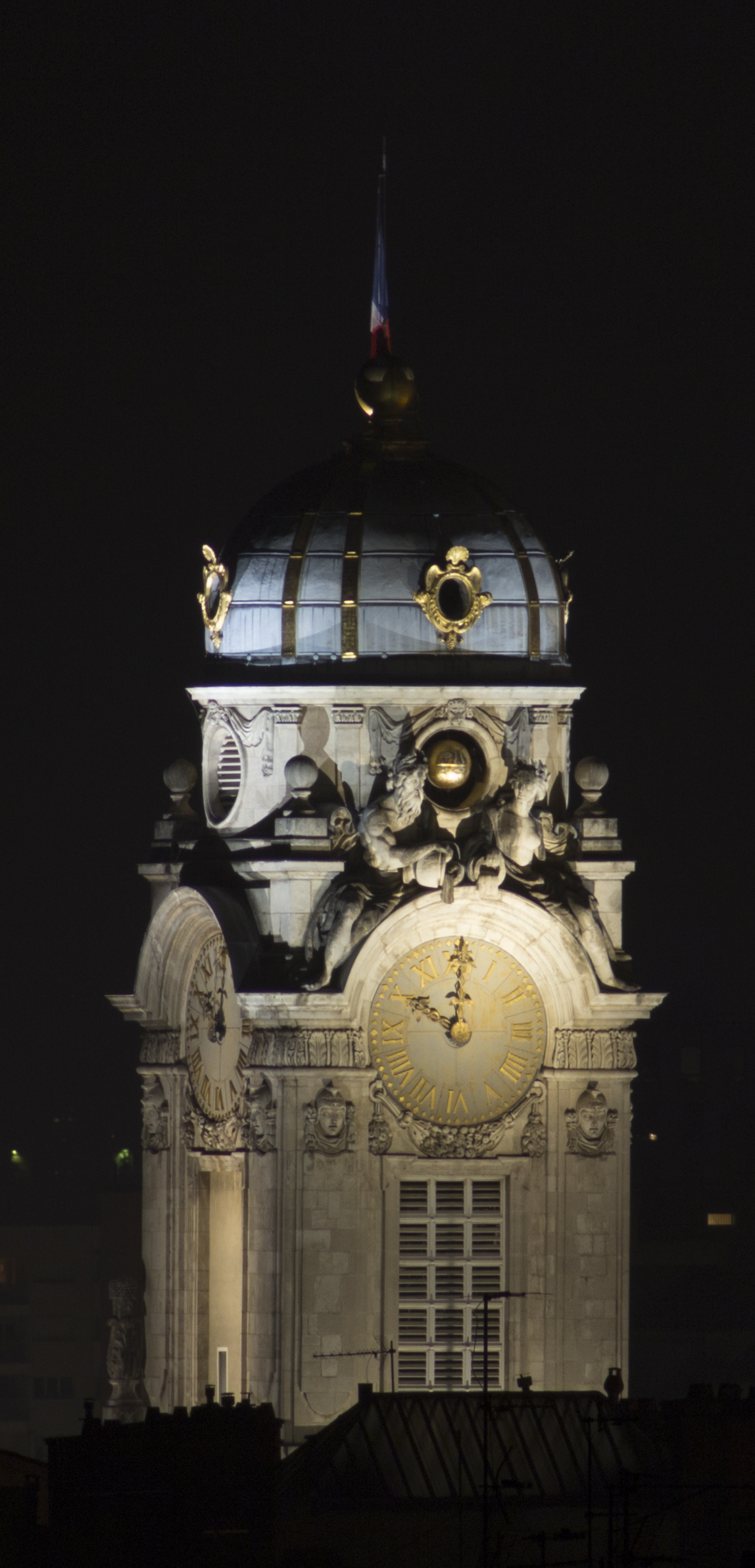
Der Glockenturm bei Nacht

## Rathaus im Film
- Der Tag, der alles veränderte von Gaël Morel (2007)

## Verkehrsanbindung
Es gibt eine Station der Métro Lyon (Hôtel de Ville – Louis Pradel).